# BMW 3200 CS

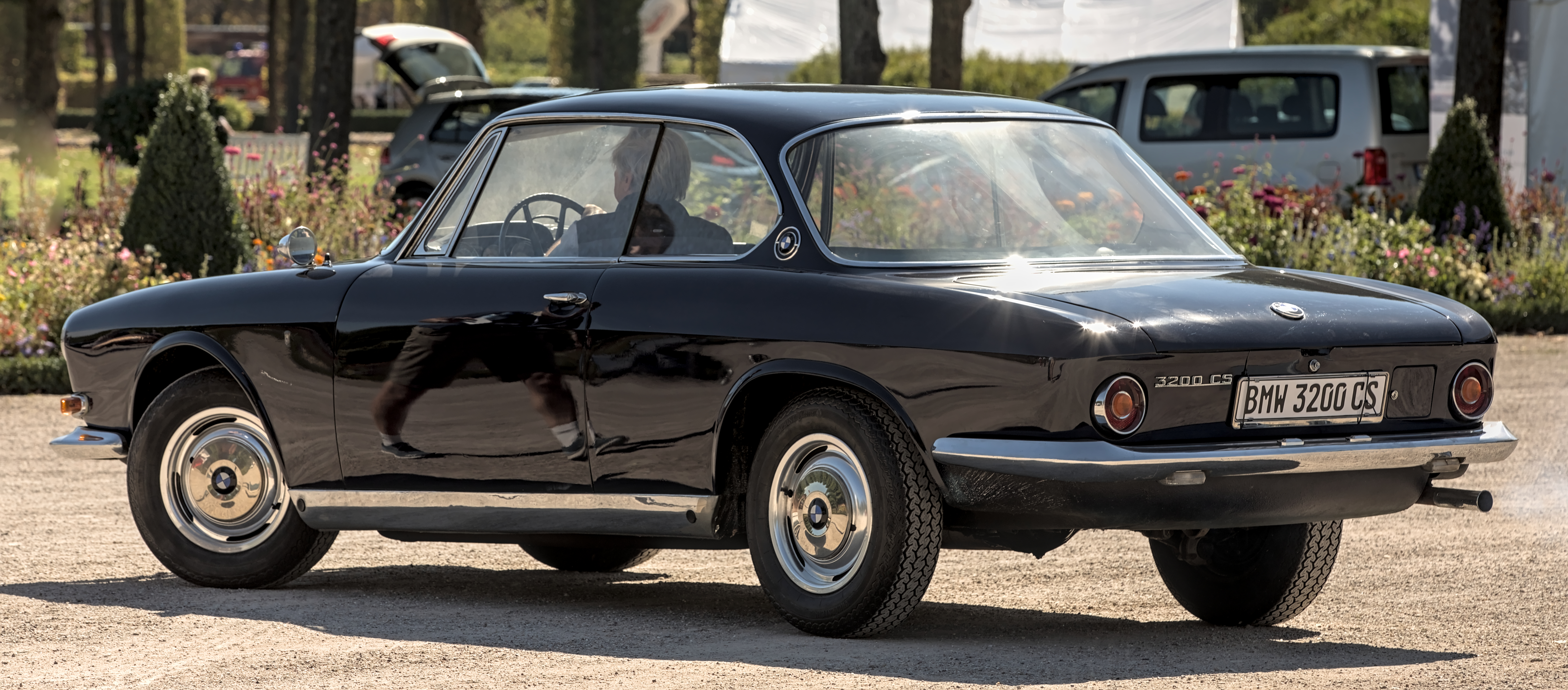
BMW 3200 CS

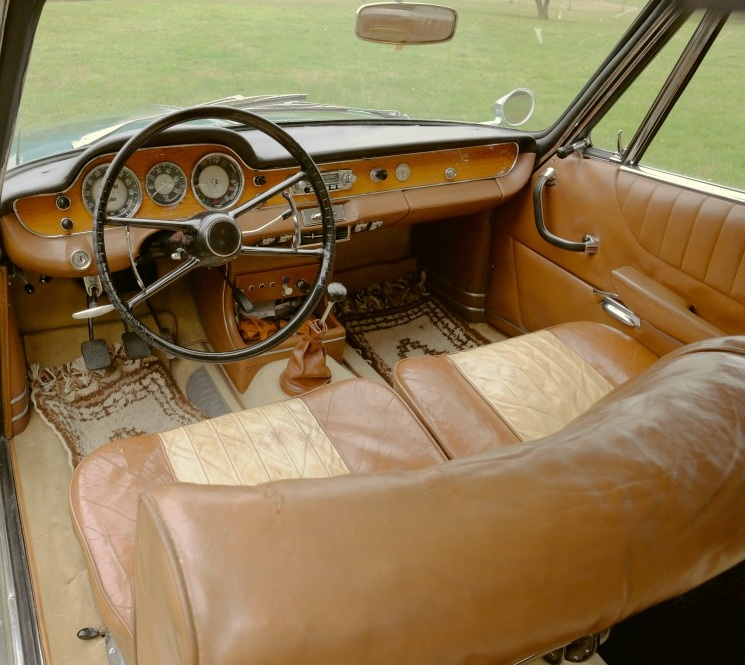

BMW 3200 CS — спорткупе від німецького автовиробника BMW, що випускають з лютого 1962 по вересень 1965 року спільно з кузовним ательє Bertone. Всього було зібрано близько 600 машин цієї моделі. Технічною основою машини була модель BMW 502.
3200 CS стала останньою восьмициліндровою моделлю BMW своєї епохи, наступний BMW з V8 з'явився тільки в 1993 році.
Ця модель стала першим автомобілем марки з так званим вигином Гофмайстера (вигином передньої частини задньої стійки даху) — оригінальним стилістичним рішенням дизайнерів. Вигин Гофмайстера, поряд з парними ґратами облицювання радіатора, досі є характерним для автомобілів BMW.

## Двигун
- 3.2 л BMW OHV V8 160 к.с. при 5600 об/хв 240 Нм при 3600 об/хв